# Халензе (район Берлина)
Ха́лензе (нем. Halensee, произносится раздельно: «Ха́лен-зе́») — самый маленький район берлинского округа Шарлоттенбург-Вильмерсдорф. Район назван по расположенному в нём одноимённому озеру. Селение Халензе возникло в конце XIX века в качестве пригорода тогда ещё самостоятельного города Дойч-Вильмерсдорф.

## История
Поселение возникло в конце XIX века как часть колонии Груневальд и получило своё название в 1880 году по расположенному вблизи озеру Халензе. Развитие региона связано с открытием вокзала «Груневальд» (с 1884 года — вокзал «Халензе»). С 1920-х годов Халензе, как и соседний Шарлоттенбург, становится излюбленным местом поселения русской иммиграции. В частности, в Халензе на  Несторштрассе, дом 22 проживал Владимир Набоков, а на Борнштедтштрассе, дом 3 — художник Василий Масютин.
В 1920 году при создании «Большого Берлина» Халензе был включён в пределы немецкой столицы в составе нового округа (нем. Bezirk) Вильмерсдорф, образованного из бывшего пригорода Берлина Дойч-Вильмерсдорф. В 2001 году в Берлине была проведена административная реформа с целью уменьшения количества округов, в результате чего округ Шарлоттенбург был объединён с округом Вильмерсдорф в новый укрупнённый округ Шарлоттенбург-Вильмерсдорф.
Во время Второй мировой войны регион значительно пострадал, в результате чего многие здания были снесены и заменены на социальные новостройки, сильно изменившие внешний архитектурный облик региона. Вокзал Халензе также был разрушен во время войны и к 1960 году восстановлен. Однако с возведением Берлинской стены вокзал снова был закрыт и использовался в качестве автопавильона. После объединения Берлина движение на станции Халензе было возобновлено, однако здание старого вокзала было снесено.